# Anjos e Vilar do Chão
Pour les articles homonymes, voir Anjos.
Anjos e Vilar do Chão est une paroisse civile portugaise (en portugais : freguesia) de la municipalité de Vieira do Minho dans le district de Braga. Elle est créée en 2013, par fusion des paroisses d'Anjos et Vilar do Chão.

## Géographie
Anjos e Vilar do Chão est située au sud de la serra da Cabreira, à l'est de Vieira do Minho.
Son territoire est notamment arrosé par l'Ave, au nord-est.

## Histoire
La paroisse est créée par la loi no 11-A/2013 du 28 janvier 2013 portant réorganisation administrative du territoire des freguesias, en fusionnant les paroisses d'Anjos et Vilar do Chão. Son nom officiel est União das Freguesias de Anjos e Vilar do Chão et son siège est fixé à Anjos.

## Démographie
Lors du recensement de 2021, Anjos e Vilar do Chão compte 565 habitants.